# Diphascon faialense
Diphascon faialense é uma espécie de tardígrada do gênero Diphascon da família Hypsibiidae e da subfamília Diphasconinae. A espécie é endêmica dos Açores. A espécie foi descrita e nomeada por Paulo Fontoura e Giovanni Pilato em 2007. O nome específico refere-se à Ilha do Faial, na qual foi encontrada.